# Artoriopsis melissae
Artoriopsis melissae är en spindelart som beskrevs av Volker W. Framenau 2007. Artoriopsis melissae ingår i släktet Artoriopsis och familjen vargspindlar. Inga underarter finns listade i Catalogue of Life.